# Aníbal el Monómaco
Aníbal el Monómaco fue un militar cartaginés, oficial del ejército cartaginés bajo las órdenes de Aníbal durante la segunda guerra púnica y amigo de éste. Su apodo proviene del griego monomakhos, traducible como «el que lucha en solitario» o «el gladiador».

## Biografía
Polibio lo describe como un hombre feroz y sanguinario, autor de muchas crueldades anteriormente atribuidas a Amílcar Barca como parte quizá de propaganda romana. Entre éstas, la única mencionada es la de que recomendó a Aníbal que enseñara a sus tropas a practicar el canibalismo para ahorrar suministros en los inhóspitos Alpes. Según el texto, Aníbal reconoció que se trataba de una propuesta inteligente, pero ni él ni sus comandantes se vieron capaces de ponerla en práctica. Esta historia podría entroncar con la propaganda lanzada por Roma sobre los habitantes de Capua para intentar disudarles de unirse a Aníbal, afirmando que los mercenarios hispanos y galos en el ejército de éste comían carne humana.
Se desconoce qué carrera siguió Aníbal el Monómaco a lo largo de su vida, aunque Polibio propone que varios de los actos más crueles de Aníbal en Italia fueron en realidad obra de este otro Aníbal, lo que indica que combatió al menos en ese escenario de la guerra. Las fuentes no mencionan si cruzó los Alpes con Aníbal o si llegó después con los contingentes navales de Magón o Bomílcar.

## Interpretaciones contemporáneas
Dado que Polibio es la única fuente histórica con respecto a Aníbal el Monómaco, el historiador italiano Giovanni Brizzi publicó en 2011 un libro en el que dedicaba una porción de texto a proponer una nueva interpretación sobre aquel individuo. Según su planteamiento el Monómaco no había existido nunca, sino que era una suerte de alter ego de Aníbal creado por la imaginación del cronista Sosilo de Lacedemonia, quien acompañó al general cartaginés durante su expedición a Italia y habría querido representar literariamente el «lado oscuro» de la personalidad de su mecenas.